# Helena Anýžová
Helena Anýžová (někdy nesprávně Anýzová) příležitostně pod jménem Helena Anizová (21. srpna 1936, Plzeň - 23. srpna 2015, Praha) byla česká kostýmní návrhářka a herečka.

## Kariéra
Jako herečka se proslavila trojrolí ve filmu Valerie a týden divů, režiséra Jaromila Jireše z roku 1970, natočeného podle románu Vítězslava Nezvala z roku 1935.
Významnější však byla její kostýmní tvorba, kterou se zabývala po dokončení střední školy od roku 1960. Podílela se na výrobě kostýmů pro film Žert režiséra Jaromila Jireše v roce 1968. O rok později spolupracovala na filmu Vtáčkovia, siroty a blázni Juraje Jakubiska a ještě v roce 1981 pro film Věry Chytilové Kalamita.
Od roku 1969 vytvářela kostýmy především pro divadelo, mj. liberecké Divadlo F. X .Šaldy, Národní divadlo v Brně, pražské Národní divadlo, Jihočeské divadlo v Českých Budějovicích, Severočeské divadlo v Ústí nad Labem ad. a Národní divadlo moravskoslezské v Ostravě, kde v letech 2003 - 2009 navrhovala kostýmy pro opery Kouzelná flétna a Così fan tutte (W. A. Mozart), Faust a Markétka (Ch. Gounod), Dalibor (B. Smetana). Vytvářela návrhy také pro některá zahraniční divadla.

## Osobní život
Byla manželkou fotografa a pěvce Jaromíra Svobody (1917-1999), s nímž měla dceru Antonii (* 1973).

### Filmografie
- 2005: Šílení, režie Jan Švankmajer
- 1970: Valerie a týden divů, režie Jaromil Jireš
- 1969: Spalovač mrtvol, režie Juraj Herz
- 1967: Kristove roky, režisér Juraj Jakubisko
- 1966: Mučedníci lásky, režie Jan Němec
- 1965: Délka polibku devadesát, režie Jiří Weiss